# Mitología mongola

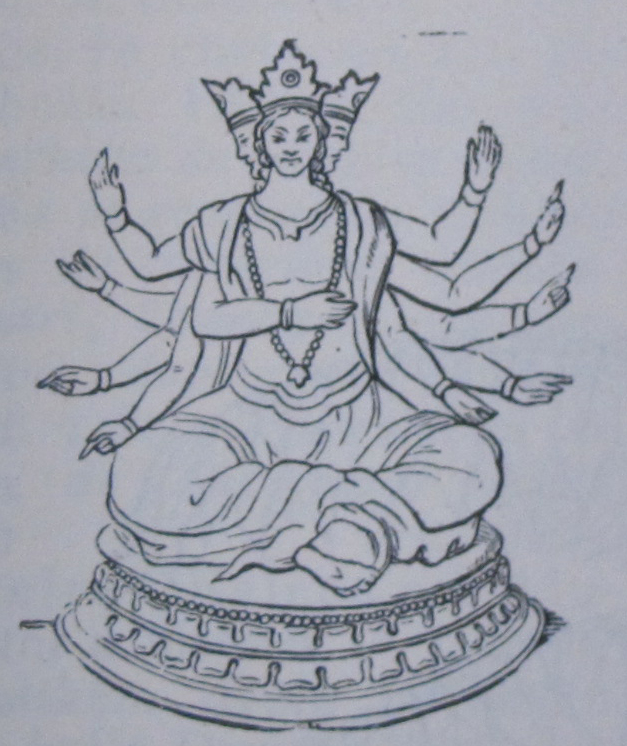
Imagen de Ottův slovník naučný - obrázek č. 120. Mitología mongola.

La mitología mongola  es la mitología oriental perteneciente a la cultura mongol.

## Mitos de la creación
Está mitología incluye varios mitos sobre la creación.
En uno de ellos, el mundo comenzó como un gas agitado que creció y se hizo cada vez más cálido y húmedo, lo que generó una fuerte lluvia, que creó los océanos. El polvo y la arena emergieron a la superficie y produjeron la tierra
En otro mito la creación del mundo se atribuye a un Lama budista: en el inicio de los tiempos solo había agua, y desde los cielos Lama bajó con una barra de hierro con la cual comenzó a revolver el agua. La agitación provocada creó viento y fuego, que causó un engrosamiento en el centro de las aguas que formó la tierra. Otro relato también atribuye la creación del cielo y de la tierra a un lama budista que se llama Udan. Udan comenzó a separar la tierra del cielo, y luego dividió tanto al cielo como a la tierra, en nueve niveles, y creó nueve ríos. Después de la creación de la tierra misma, la primera pareja de hombre y mujer fue creada a partir de arcilla. Ellos se convertirían en los progenitores de toda la humanidad.
Sin embargo, otro mito posterior con influencia budista, habla de 
que fue Buddha Sakyamuni el que estuvo involucrado en la creación; quien buscando en la superficie del mar un medio para crear la tierra vio una rana dorada. Buda perforó la rana a través por su flanco Este, causando que girara y quedara orientada hacia el Norte. De la boca de la rana surgió una ráfaga de fuego y de su expulsó agua. Buda esparció arena dorada en la espalda de la rana, que se convirtió en tierra. Y este fue el origen de los cinco elementos terrenales, la madera y el metal de la flecha, y el fuego, el agua y la arena. Estos mitos datan del siglo XVII, cuando el chamanismo Amarillo (budismo tibetano que utilizó formas chamánicas) fue establecido en Mongolia. El chamanismo blanco y el chamanismo negro de tiempos pre-budistas sólo sobrevive en el extremo norte de Mongolia (en torno al Lago Khuvsgul) y en la región alrededor de lago Baikal donde la persecución contra los lamas no fue eficaz.

## Dioses y deidades
Muchas de sus deidades  corresponden a deidades de los primitivos pueblos túrquicos, incluidos los xiongnu, los hunos, y los xianbei; mientras que otras deidades tienen su origen en otros pueblos, tales como el Pueblo buriato.
Bai-Ulgan y Esege Malan son las deidades creadoras. Ot es la diosa del matrimonio. Tung-ak es el patrono de los jefes tribales. Los Uliger son cuentos épicos tradicionales, y la epopeya del rey César es compartida con gran parte de los pueblos de Asia Central y el Tíbet. 
Erlig Khan (Erlik Khan) es el rey de los infiernos. Daichin Tengri es el dios rojo de la guerra, al que a veces los soldados enemigos eran sacrificados durante las guerras. Zaarin Tengri es un espíritu que da a Khorchi (en la Historia secreta de los Mongoles), una visión de una vaca mugiendo "El cielo y la tierra han acordado hacer a Temujin (posteriormente Genghis Khan) el señor de la nación ". El lobo, el halcón, el ciervo y el caballo eran animales simbólicos importantes.
El dios del cielo Tengri, es presentado en el Xiong Nu del siglo II a. C..  Es posible que el Xiong Nu no haya sido mongol, pero Tengri es común a varios pueblos siberianos incluido el pueblo mongol. 
La Epopeya del Rey Gesar (Ges'r, Kesar) es una épica religiosa mongola sobre Geser (también denominado Bukhe Beligte), profeta del Tengriismo.